# 塞克勒
塞克勒（法語：Sexcles，法語發音：[sɛkl]）是法国科雷兹省的一个市镇，属于蒂勒区

## 地理
塞克勒（45°2'49"N, 2°0'29"E）面积25.91 平方千米，位于法国新阿基坦大区科雷兹省，该省份为法国中南部省份，北起上维埃纳省和克勒兹省，西接多爾多涅省，南至洛特省，东临多姆山省和康塔爾省。
与塞克勒接壤的市镇（或旧市镇、城区）包括：康普圣马蒂兰莱奥巴泽、古勒、欧特法日、梅克尔、圣博内-莱图尔德梅尔勒、圣热涅奥梅尔、圣于连勒佩勒兰。

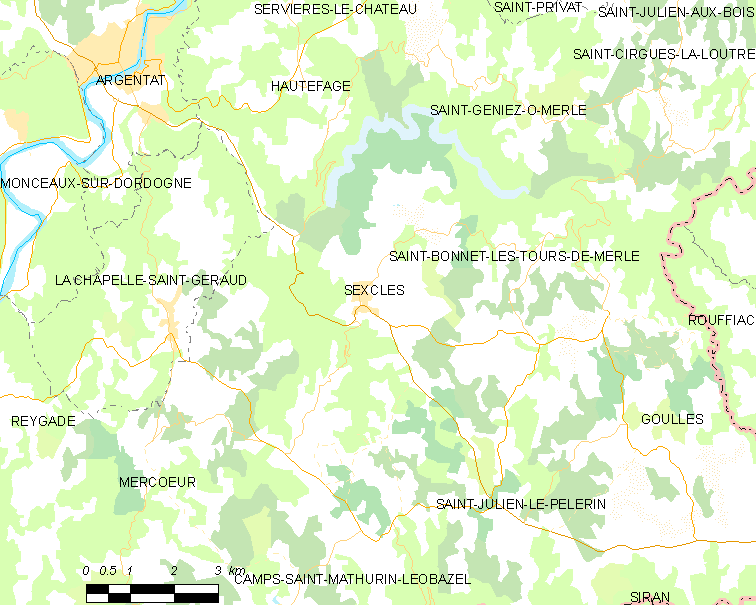
塞克勒的OSM定位图

塞克勒的时区为UTC+01:00、UTC+02:00（夏令时）。

## 行政
塞克勒的邮政编码为19430，INSEE市镇编码为19259。

## 政治
塞克勒所属的省级选区为多尔多涅河畔阿让塔县。

## 人口

1962-2008年间塞克勒人口变化图示

塞克勒于2022年1月1日时的人口数量为229人。